# Império Vermelho e Branco
O Grêmio Recreativo Cultural Escola de Samba Império Vermelho e Branco (ou simplesmente Império Vermelho e Branco) é uma escola de samba brasileira da cidade de Florianópolis, Santa Catarina. Sua sede fica localizada no bairro Pantanal.
Tendo sido campeã do Grupo de Blocos em 2012, ano em que virou escola de samba, esteve no Grupo de Acesso de Florianópolis por vários anos na década de 2010. Em 2023, participou pela primeira vez do Grupo Especial.

## História
A história da Império Vermelho e Branco começa no dia 15 de novembro de 1990, no bairro Pantanal. A escola se origina de um bloco fundado por Gonzaga dos Passos e Nelson dos Passos que, por sua vez, surge de um time de futebol chamado Escadaria, cujas cores vermelho e branco se tornam as mesmas da escola. Inicialmente, o bloco iria ficar restrito ao Pantanal, mas cresceu a ponto de ser convidado para desfilar na Praça XV de Novembro em 1994, e logo passou a fazer parte do grupo dos maiores blocos.
Após anos como bloco, em 3 de março de 2012 a Império Vermelho e Branco se torna uma escola, passando a participar no recém-criado Grupo de Acesso esporadicamente, tendo desfilado em 2014, 2015 e 2020. Com o fim do grupo de acesso em 2023, a Império e a Jardim das Palmeiras passarão a desfilar com as outras escolas do então Grupo Especial. Seu primeiro desfile na elite teve um temática indígena, com foco nos Yanomami - apesar do tema ter entrado em foco no início de 2023, o enredo havia sido definido ainda para o carnaval cancelado de 2022.

## Carnavais
| Ano                                                                 | Colocação   | Grupo    | Enredo                                                                                               | Carnavalesco    | Intérprete | Ref.        |
| ------------------------------------------------------------------- | ----------- | -------- | --- | --------------- | ---------- | ----------- |
| 2012                                                                | Campeã      | Blocos   | - |                 |            |             |
| Não ocorreram desfiles em 2013.                                     |             |          | |                 |            |             |
| 2014                                                                | 5º lugar    | Acesso   | Luiz Henrique Rosa – No Caminho das Estrelas, o Amor à Ilha                                          |                 |            | [ 1 ]       |
| 2015                                                                | 4º Lugar    | Acesso   | Sexta-feira – Entre o Sagrado e o Profano na Ilha de Santa Catarina                                  |                 |            | [ 1 ]       |
| 2016                                                                | 4º Lugar    | Acesso   | Um duende me falou, que no fim do arco-íris tem um pote de ouro! Afinal, o dinheiro traz felicidade? | Duda Neto       |            | [ 1 ]       |
| Não participou dos desfiles entre 2017 e 2019                       |             |          | |                 |            |             |
| 2020                                                                | Vice-campeã | Acesso   | Pérolas negras, mulheres guerreiras!                                                                 | Oziene Furtado  | Tiganá     | [ 1 ]       |
| Não ocorreram desfiles em 2021 e 2022 devido a pandemia de COVID-19 |             |          | |                 |            |             |
| 2023                                                                | 10º lugar   | Especial | Urihi – A Terra floresta pede socorro!                                                               | Ley Vaz         | Zinho      | [ 5 ] [ 6 ] |
| 2024                                                                | 7º lugar    | Especial | Divina Cerveja - A Criação de uma Deusa                                                              | Zeca Swinguinho |            |             |
| 2025                                                                | 5º Lugar    | Especial | Sua flecha é certeira - és o dono da minha fé                                                        | Zeca Swinguinho |            |             |
| 2026                                                                |             | Especial | Oju Obá sob os olhos do rei                                                                          |                 |            |             |